# Jan Mejdr
Jan Mejdr (* 11. května 1995 Praha) je český profesionální fotbalista, který hraje na pozici pravého obránce za německý klub FC Hansa Rostock.

## Klubová kariéra

### Sparta Praha
Je odchovancem Sparty Praha. Tam ho jako malého přivedl na nábor na tamní stadion stejně jako Janova bratra jejich společný otec, který získal se Spartou jeden ligový titul. V průběhu sezony 2013/14 se propracoval do seniorské kategorie, hrál však pouze za juniorku. Za "áčko" si nepřipsal žádný soutěžní duel.

#### Dukla Praha (hostování)
V roce 2015 nastupoval za juniorku konkurenční Dukly Praha, kde působil formou ročního hostování ze Sparty. Starty za první mužstvo si připsal dva v domácím poháru, ve čtyřech případech byl jako náhradník na lavičce "áčka" při soutěžních zápasech.

### Baník Sokolov
V zimním přestupovém období ročníku 2015/16 posílil tehdy druholigový klub FK Baník Sokolov, kam zamířil na půl roku hostovat.Svůj první ligový duel za Baník absolvoval ve 20. kole hraném 26. března 2016 proti Slavoji Vyšehrad (remíza 0:0), na hrací plochu přišel v 89. minutě namísto Jurije Medveděva. Poprvé v lize při tomto angažmá se střelecky prosadil 28. 5. 2016 v souboji s týmem FK Pardubice, když v 90.+1. minutě snižoval na konečných 2:3.
V červenci 2016 se jeho hostování změnilo v přestup a Mejdr se stal kmenovým hráčem Baníku. Svůj druhý ligový gól za Sokolov si připsal na jaře 2018 proti mužstvu FC Hradec Králové (prohra 1:2), když ve 36. minutě otevřel skóre utkání. Potřetí v lize v dresu Baníku se trefil ve 14. kole sezony 2019/20 v souboji s Fotbalem Třinec a se svými spoluhráči slavil po závěrečném hvizdu remízu 2:2. Celkem během tohoto celého působení zaznamenal 90 ligových střetnutí.

### Hradec Králové
V lednu 2020 přestoupil tehdy v rámci druhé ligy za nespecifikovanou částku do klubu FC Hradec Králové a uzavřel s ním kontrakt do léta 2022. Debut v lize za Hradec si odbyl 26. května 2020 v 18. kole proti Varnsdorfu, nastoupil na celý zápas a v 71. minutě dával branku na konečných 2:1. Svůj druhý ligový gól za „Votroky“ dal v následujícím kole, když v souboji s Fotbalem Třinec v 70. minutě srovnával na konečných 2:2. Na jaře 2021 po 23. kole hraném 8. května 2021 postoupil s Hradcem Králové po výhře 2:1 nad Duklou Praha z prvního místa tabulky do nejvyšší soutěže, kam se "Votroci" vrátili po čtyřech letech.

### Návrat do Sparty Praha
V květnu 2022 podepsal dlouhodobý kontrakt s pražskou Spartou, která jej odkoupila od Hradce Králové za částku přibližně 13 milionů korun. Ačkoliv se Mejdrovi a celé Spartě vstup do sezóny nevydařil, když vypadli s norským Vikingem v zápase o Konferenční ligu 2:1, během kterého si připsal 10 odehraných minut a následně v 1. kole  ligy prohráli na domácí půdě s Libercem 1:2, kdy odehrál celý zápas, tak získal mistrovský titul.
Následující sezónu se se Spartou probojoval až do osmifinále Evropské ligy, kde sice padli s anglickým Liverpoolem 6:1,  ale následně obhájil ligové prvenství a k tomu vyhrál i MOL Cup, což se Spartě povedlo naposledy před deseti lety.

### Hansa Rostock
V srpnu 2024 podepsal dlouhodobý kontrakt s německým týmem Hansa Rostock hrající tamní třetí nejvyšší soutěž.

## Klubové statistiky
Aktuální k 9. květnu 2025
| Sezona    | Klub                        | Soutěž         | Zápasy | Góly | Asistence |
| --------- | --------------------------- | -------------- | ------ | ---- | --------- |
| 2013/2014 | AC Sparta Praha U–21        | Juniorská liga | 5      | 0    | -         |
| 2014/2015 | AC Sparta Praha U–21        | Juniorská liga | 14     | 0    | -         |
| 2014/2015 | FK Dukla Praha U–21 (host.) | Juniorská liga | 16     | 4    | -         |
| 2015/2016 | FK Dukla Praha U–21         | Juniorská liga | 17     | 0    | -         |
| 2015/2016 | FK Baník Sokolov (host.)    | FNL            | 7      | 1    | -         |
| 2016/2017 | FK Baník Sokolov            | Fortuna NL     | 24     | 0    | -         |
| 2017/2018 | FK Baník Sokolov            | Fortuna NL     | 26     | 1    | -         |
| 2018/2019 | FK Baník Sokolov            | Fortuna:NL     | 26     | 0    | -         |
| 2019/2020 | FK Baník Sokolov            | Fortuna:NL     | 7      | 1    | -         |
| 2019/2020 | FC Hradec Králové           | Fortuna:NL     | 5      | 2    | -         |
| 2020/2021 | FC Hradec Králové           | Fortuna:NL     | 20     | 0    | -         |
| 2021/2022 | FC Hradec Králové           | FORTUNA:LIGA   | 31     | 1    | 7         |
| 2022/2023 | AC Sparta Praha             | FORTUNA:LIGA   | 26     | 0    | 0         |
| 2022/2023 | AC Sparta Praha B           | Fortuna:NL     | 1      | 0    | -         |
| 2023/2024 | AC Sparta Praha             | FORTUNA:LIGA   | 6      | 0    | 1         |
| 2023/2024 | AC Sparta Praha B           | Fortuna:NL     | 3      | 0    | -         |
| 2024/2025 | FC Hansa Rostock            | 2. Bundesliga  | 25     | 1    | 5         |

## Osobní život
Je ze sportovní rodiny, jeho bratr Tomáš a otec Pavel hráli nebo stále ještě hrají fotbal a matka závodně běhala. Ve volném čase se věnuje natáčení videí na YouTube, kde vystupuje pod přezdívkou Magician (kouzelník).